# Lobo (architettura)

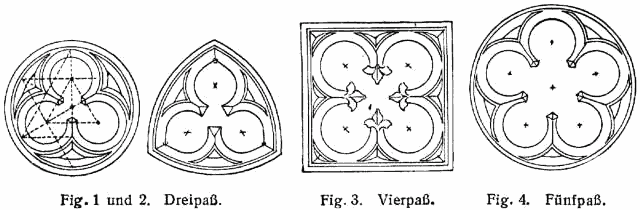
Esempi di lobi (trilobo, quadrilobo e pentalobo)

Il lobo, in architettura, è un arco del traforo gotico.
L'incontro di due o più lobi determina una parte sporgente, denominata "naso"; a seconda del numero dei lobi, le aperture possono essere definite bilobate, trilobate, quadrilobate, pentalobate o polilobate.
Questo genere di aperture si ritrova, oltre che nel gotico, anche nell'architettura araba.